# Sancho Díaz de Saldaña
Sancho Díaz de Saldaña (s. VIII) fue un noble castellano de la corte de Alfonso II de Asturias, valeroso en la lucha contra los moros.

## Biografía
Hijo de Diego Méndez de Trastámara y de Munia Peláez. Se casó en secreto con la infanta Doña Jimena (infanta) Fruelaz de las Asturias, hermana de Alfonso II. Del matrimonio nació Bernardo del Carpio, el caballero más querido y admirado del Medievo español, conforme a Ramón Menéndez Pidal. Capio se crio en un pueblo lindante a la Corte. Doña Jimena era pretendida por un primo, Ordoño Fruelaz, quien ansiaba heredar el reino ante la falta de descendencia del rey casto Ordoño los sorprendió una noche, avisó al rey, quien confinó a su hermana, de por vida, en un convento. Saldaña, que se vengó matando en un duelo a su delator, fue preso en el castillo de Luna, donde le arrancaron los ojos con fuego.
Alfonso II protegió en la Corte al niño, que se convirtió en el caballero más valiente de la corte. El Romancero señala que, estando Don Sancho en su presidio, llegaron a él noticias de las gestas de su hijo en combate y anheló ser liberado. Carpio, a su vez, ignoraba quién era su padre y dónde estaba, hasta que fue alertado por unos cortesanos. Enterado, suplicó al monarca que lo liberase. Éste no quería liberarlo; pero, como necesitaba a Carpio en el campo de batalla, y ante la amenaza de Carlo Magno de tomar el pequeño reino astur, prometió indultarlo si Carpio vencía a Carlo Magno. Sin embargo, pese a la victoria de los astur-leoneses en Roncesvalles, el rey no cumplió lo acordado, y Carpio optó por desterrarse en Salamanca, donde siguió combatiendo a los moros, como alcaide del castillo de Carpio, y se alzó en rebeldía. Ante el apoyo popular de Carpio, el rey tuvo que ceder, aceptando liberar a su padre. No obstante, cuando Carpio pudo encontrarse con Don Sancho en el Castillo de Alba, éste ya estaba muerto.